# Осоркон Старший
Аакхеперра Сетепенра Осоркон Старший (известен по Манефону как Осохор) — египетский фараон XXI династии Третьего переходного периода, правивший в 984—978 до н. э.
Осоркон Старший был сыном вождя ливийского племени ма (мешвеш) Шешонка Старшего, братом Нимлота А, дядей Шешонка I и первым фараоном ливийского происхождения, правившим в Египте.
По Манефону (в выдержках Секста Африкана и Евсевия Кесарийского) Осоркон Старший (Осохор) правил 6 лет.
Несмотря на то, что в истории Древнего Египта было несколько правителей с именем Осоркон, Осоркон Старший традиционно не имеет порядкового номера.